# America (песня из «Вестсайдской истории»)
«America» — песня, написанная Леонардом Бернстайном (музыка) и Стивеном Сондхаймом (слова) для своего мюзикла «Вестсайдская история», впервые представленного публике на Бродвее в 1957 году.